# Épuisay
Épuisay település Franciaországban, Loir-et-Cher megyében. Lakosainak száma 790 fő (2022. január 1.). Épuisay Azé, Danzé, Mazangé, Sargé-sur-Braye, Savigny-sur-Braye és Le Temple községekkel határos.

## Népesség
A település népességének változása:
| Lakosok száma | 541  | 526  | 539  | 663  | 787  | 819  | 831  | 824  | 823  | 790  |
|               | 1968 | 1982 | 1990 | 2006 | 2013 | 2015 | 2017 | 2019 | 2020 | 2022 |